# Ctenotus taeniolatus
Ctenotus taeniolatus (міднохвостий гребневухий сцинк) — вид сцинкоподібних ящірок родини сцинкових (Scincidae). Ендемік Австралії.

## Поширення й екологія
Міднохвості гребневухі сцинки поширені на сході Австралії, від півострова Кейп-Йорк у Квінсленді через Новий Південний Уельс до північної частини Вікторії. Вони живуть у різноманітних природних середовищах, від прибережних пустищ до сухих склерофітних лісів і рідколісь, від гірських лісів до скелястих місцевостей. Живляться комахами та іншими безхребетними.